# Giovanni (vescovo di Grosseto)
Giovanni (metà del XIII secolo – 1305) è stato un vescovo cattolico italiano.
Nella cronotassi ufficiale dei vescovi di Grosseto è indicato come Giovanni I.

## Biografia
Giovanni fu rettore della chiesa di San Nicola di Castiglione della Pescaia, e alla morte del vescovo Offreduccio, avvenuta intorno al 1295, venne eletto come suo successore nella guida della diocesi di Grosseto dal capitolo dei canonici della cattedrale. Tale elezione fu confermata da papa Bonifacio VIII il 12 ottobre 1296 con la nomina ufficiale a vescovo di Grosseto.
Durante il suo episcopato, Giovanni si ritrovò coinvolto in una lite con messer Mondo di Campagnatico, pievano della chiesa di San Giovanni Battista, e con l'abate dell'abbazia di San Salvatore al Monte Amiata, relativa alla mancata riscossione delle decime da parte della mensa vescovile e del capitolo dei canonici. Per dirimire la lite, la Santa Sede dette l'incarico al cardinale Teodorico Ranieri, come testimonia un documento conservato nell'abbazia amiatina, datato 24 agosto 1299. Un successivo istrumento del 27 ottobre dello stesso anno riporta che Giovanni risiedeva nella dimora vescovile di Istia d'Ombrone, dove elesse procuratore per la medesima lite lo stesso Teodorico.